# 5641 McCleese
5641 McCleese (1990 DJ) là một tiểu hành tinh bay qua Sao Hỏa được phát hiện ngày 27 tháng 2 năm 1990 bởi E. Helin ở Palomar.